# Župna crkva Presvetog Srca Isusova u KBC-u Sestre milosrdnice u Zagrebu
Župna crkva Presvetog Srca Isusova u KBC-u Sestre milosrdnice katolička je crkva koja se nalazi u gradskoj četvrti Črnomerec u Vinogradskoj ulici. Sagrađena je 1896. godine u sklopu bolnice koju je na Vinogradskoj cesti izgradila Družba sestara milosrdnica sv. Vinka Paulskog. Crkva je 2001. godine obnovljena iznutra, a 2017. godine je i obojena. Crkva je nastradala 2020. godine u potresu koji je pogodio Zagreb. U veljači 2023. crkva je nakon obnove ponovno otvorena. Obnavljanje je osim građevinskih radova obuhvatilo i obnovu vrijednih orgulja koje se nalaze u crkvi.
Ova crkva ima specifičnu ulogu bolničke crkve, pri čemu su njezini najčešći posjetitelji pacijenti, medicinsko osoblje i zaposlenici bolnice. Njezin nastanak usko je povezan s osnivanjem bolnice pod vodstvom Družbe sestara milosrdnica. Crkva, posvećena Presvetom Srcu Isusovu, dostupna je svim vjernicima i posjetiteljima te ostaje otvorena tijekom cijelog dana, svih dana u tjednu.

## Orgulje
Orgulje župne crkve Presvetoga Srca Isusova predstavljaju značajan instrument u hrvatskoj orguljskoj baštini. Izgrađene kao 236. opus ugledne orguljarske radionice Heferer, ove orgulje posljednje su djelo Ferdinanda Heferera, najplodnijeg majstora te radionice. Njihova konstrukcija temelji se na zwillinglade sustavu, što ih čini jednim od tehnički i glazbeno najposebnijih instrumenata ne samo u Zagrebu, već i u cijeloj Hrvatskoj. Unatoč oštećenjima koje je crkva pretrpjela tijekom zagrebačkog potresa 22. ožujka 2020., orgulje nisu pretrpjele značajnija oštećenja te su 2023. godine obnovljene.

## Galerija
- Ulaz u crkvu
- Bočno pročelje u 2025. godini
- Pogled na svetište s ulaza
- Svetište
- Glavni oltar
- Pogled prema ulazu i pjevalištu
- Unutrašnjost crkve, bočni oltar
- Kip sv. Antuna
- Vitraj
- Bočni oltar
- Hefererove orgulje na pjevalištu